# تاد جونز
تاد جونز (بالإنجليزية: Tad Jones)‏ هو مؤرخ موسيقى ‏ ومؤرخ أمريكي، ولد في 19 سبتمبر 1952 في نيو أورلينز في الولايات المتحدة، وتوفي في 2007.